# Garo

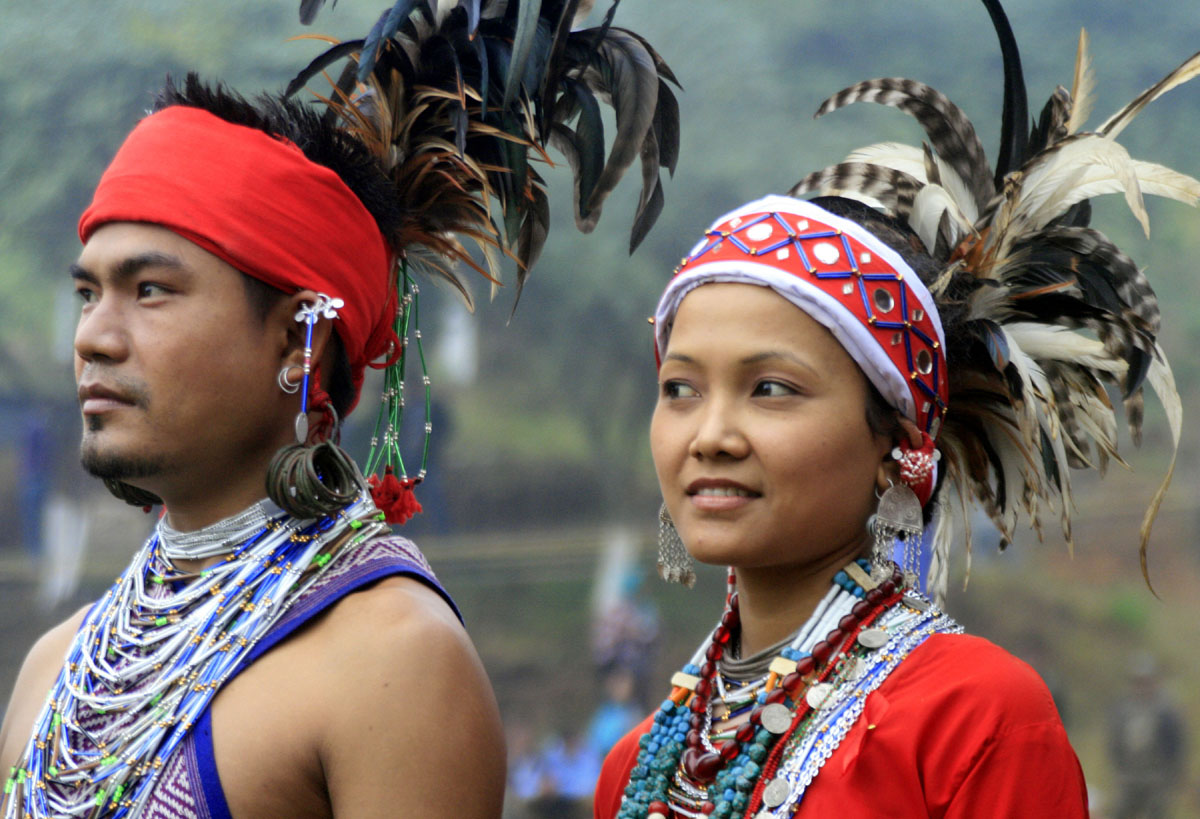
Garo w tradycyjnych strojach

Garo – lud zamieszkujący stan Meghalaya w Indiach oraz przygraniczne obszary Bangladeszu. Nazywają sami siebie Achik-Mande (w języku garo: achik „wzgórze”, mande „lud”). Są drugim liczbowo ludem w Meghalaya i stanowią około jednej trzeciej populacji stanu. Ocenia się, że w sumie w Indiach i Bangladeszu mieszkają 2 miliony Garo (2001).
Garo wyznawali tradycyjną animistyczną religię Songsarek, obecnie jednak większość jest chrześcijanami, z przewagą baptyzmu.